# Thư thứ hai gửi ông Timôthê
Thư Tín II Ti-mô-thê là một sách trong Thánh Kinh Tân Ước.  Sách ghi lại bức thư do sứ đồ Phaolô gởi cho Ti-mô-thê, một mục sư trẻ đang quản nhiệm Hội Thánh tại thành phố Ê-phê-sô, thuộc Hy Lạp trong thế kỷ thứ nhất, và thuộc Thổ Nhĩ Kỳ ngày nay. Tên của sách thường được gọi ngắn gọn là II Ti-mô-thê.

## Khái Quát
Chủ đề chính trong sách II Ti-mô-thê là sự kiên trì.  Sách II Ti-mô-thê cùng với sách I Ti-mô-thê và sách Tít được các nhà nghiên cứu phân loại là các Thư Tín Mục Vụ. Ba sách này ghi lại những lời hướng dẫn về cách tổ chức và điều hành Hội Thánh mà một người lãnh đạo Hội Thánh cần biết.

## Tác Giả
Tác giả thư II Ti-mô-thê là Sứ đồ Phao-lô.  Tác quyền được ghi nhận trong lời chào trong phần mở đầu của bức thư (I Ti-mô-thê 1:1).

## Bố Cục
I. Lời Chào Thăm (1:1-4)
II. Tấm lòng của Phao-lô dành cho Ti-mô-thê (1:5-14)
III. Hoàn cảnh của Phao-lô (1:15-18)
IV. Những lời khuyên (2:1-26)
1. Kiên trì nhẫn nhục hầu việc Chúa (2:1-13)
2. Cảnh cáo về những tranh luận (2:14-26)

V. Vấn đề đạo đức (3:1-17)
1. Sự băng hoại đạo đức (3:1-9)
2. Biện pháp để đối phó (3:10-17)

VI. Những lời căn dặn(4:1-8)
1. Kiên trì truyền giảng Lời Chúa (4:1-5)
2. Viễn ảnh đắc thắng vinh quang của Phao-lô (4:6-8)

VII. Những lời chào thăm và dặn dò (4:9-22)

## Các Bản Dịch Việt Ngữ
- Thư 2 gửi ông Ti-mô-thê (Nhóm Phiên dịch CGKPV) - Ủy ban Kinh Thánh, Hội đồng Giám mục Việt Nam
- II Ti-mô-thê - Thư Viện Tin Lành.